# تقمص وجداني

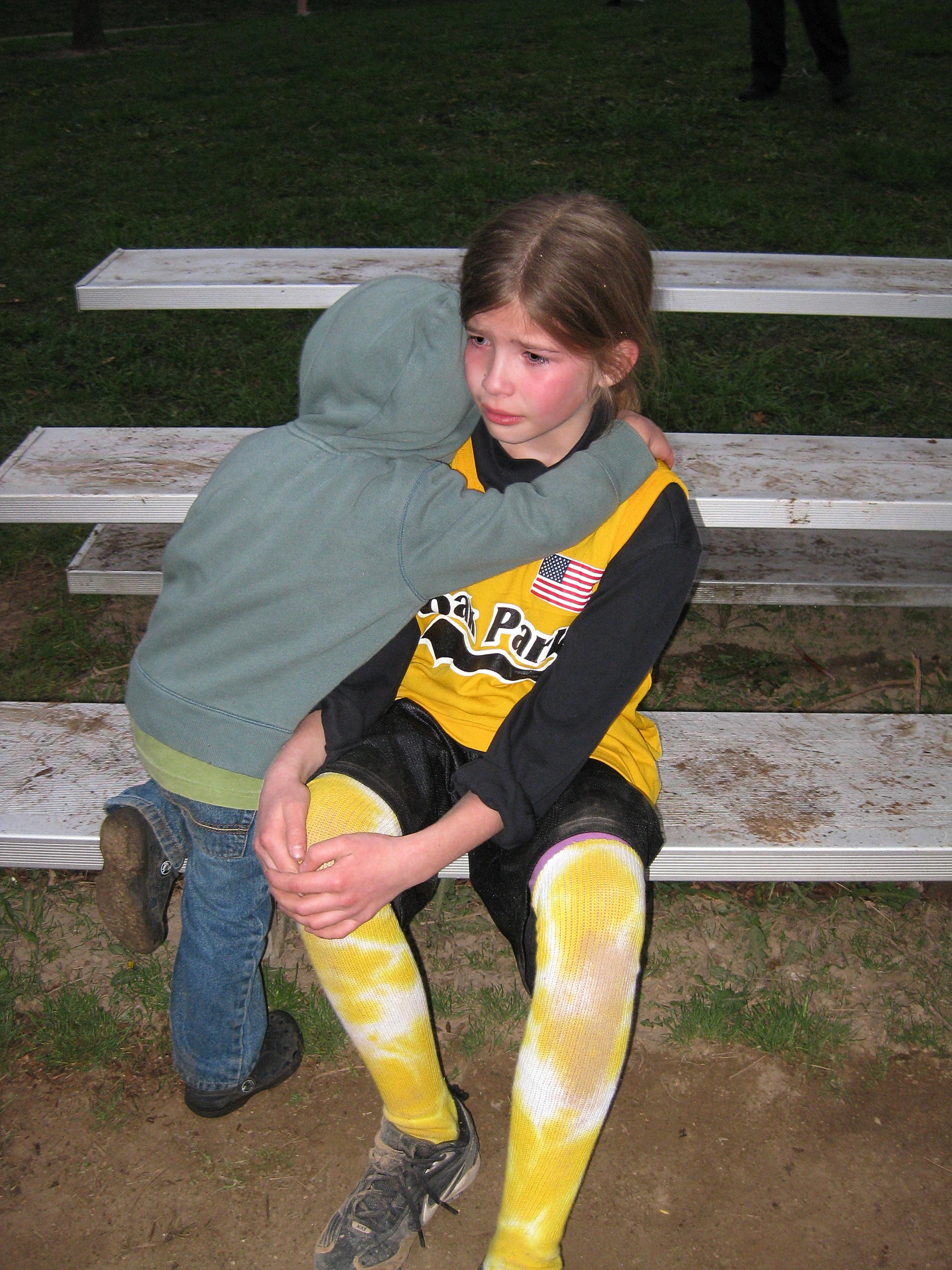
أخ يعانق شقيقته مواسيًا بعد تأذيها

التقمص الوجداني أو التَشاعُر هو القدرة على الفهم أو الشعور بما يختبره شخص آخر ضمن إطاره المرجعي، أي القدرة على أن يضع الشخص نفسه في مكان شخص آخر. تغطّي تعاريف التقمّص الوجداني مجموعة واسعة من الحالات العاطفية. تشتمل أنواع التقمّص الوجداني على التقمّص الوجداني المعرفي، والتقمّص الوجداني العاطفي، والتقمّص الوجداني الجسدي.
القابلية على مشاركة الأشخاص في الأحاسيس والعواطف والأفكار والتصرف وفهم مسبق للسلوك المتوقع، وهي خاصية بناء ثقة مرغوبة في الأداء الوظيفي، وتتضمن كلمات تفهم ومواساة، كأن تقول للشخص إنني أفهم شعورك

## تعاريف
تشمل تعاريف التقمّص الوجداني مجموعةً واسعةً من الحالات العاطفية؛ بما في ذلك الاعتناء بالأشخاص الآخرين وامتلاك الرغبة في مساعدتهم، واختبار عواطف مطابقة لعواطف شخص آخر، وإدراك ما يفكّر أو يشعر به شخص آخر، والتخفيف من حدّة الاختلافات بين الذات والآخر. يُمكن فهم التقمّص الوجداني على أنه طمس التمييز بين تعريف الذات والآخر.
يُوصف التقمّص الوجداني على أنه القدرة على الشعور ومشاركة شخص آخر في عواطفه أيضًا. يعتقد البعض بأن التقمّص الوجداني منطوٍ على القدرة على مجاراة عواطف الآخرين، بينما يرى البعض الآخر بأنه منطوٍ على التعامل مع شخص آخر بقلب رقيق.
يمكن للتقمّص الوجداني أن يشتمل على وجود فهم بأن هناك العديد من العوامل التي تدخل في عمليات صنع القرار والتفكير المعرفي. تؤثّر التجارب السابقة على عملية صنع القرار اليوم. إن استطاع الشخص فهم هذا الأمر فستصبح لديه القدرة على التقمّص الوجداني إزاء الأفراد الذي يتّخذون قرارات غير منطقية عند حلّ مشكلة، حتّى وإن كان معظم الأفراد قادرين على الاستجابة للمشكلة بشكل واضح. تؤّثر بعض العوامل مثل الأُسر المتصدّعة وصدمات الطفولة وافتقار الرعاية الأبوية وغيرها من العوامل الأخرى على روابط الدماغ التي يستخدمها الشخص لاتخاذ القرارات في المستقبل.
يرى العالم النفسي –الذي درس تطوّر التقمّص الوجداني- مارتن هوفمان أن البشر يمتلكون القدرة على التقمّص الوجداني فطريًا.
هناك بعض المصطلحات المرتبطة بالتقمّص الوجداني، مثل الشفقة والتعاطف. تختلف التعريفات فيما بينها، ما يؤدي إلى التحدّي المتمثّل بتعريف التقمّص الوجداني. غالبًا ما تُعرّف الشفقة على أنها العاطفة التي نشعر بها عندما يكون الآخرون بأمس الحاجة إلى المساعدة، ما يحفّزنا على مساعدتهم. أما التعاطف فهو الشعور بالاهتمام والتفهّم اتجاه الشخص المحتاج. يرى بالبعض بأن التعاطف منطوٍ على قلق مرتبط بالتقمّص الوجداني أو الشعور بالقلق تجاه الآخر، ويرى البعض الآخر من العلماء بأن التعاطف منطوٍ على الرغبة في رؤية الآخرين أفضل حالًا وأكثر سعادةً.
يختلف التقمص الوجداني عن الرأفة وعدوى المشاعر. فالرأفة هي الشعور الذي يشعر به المرء تجاه الآخرين عندما يقعون في ورطة أو يكونون بحاجة إلى المساعدة لأنهم غير قادرين على حل مشاكلهم بأنفسهم، غالبًا ما توصف الرأفة على أنها «شعور بالأسف» تجاه شخص ما. بينما تحدث عدوى المشاعر عندما «يُصاب» شخص ما (وخاصةً الرضّع أو عضو في عصابة إجرامية) بالمشاعر التي يظهرها الآخرون، وذلك دون إدراك ما يحدث بالضرورة.
ينطوي التقمّص الوجداني على فهم الحالات العاطفية للأشخاص الآخرين، إذ يُميّز التقمّص الوجداني عن طريق تمييز العواطف بحدّ ذاتها. على سبيل المثال، في حال تمييز العواطف من خلال المشاعر الجسدية بشكل جوهري، يصبح إدراك المشاعر الجسدية لشخص آخر أساسيًا لحدوث التقمّص الوجداني. ومن ناحية أخرى، في حال تمييز العواطف بمزيج من المعتقدات والرغبات بشكل جوهري، يصبح فهم هذه المعتقدات والرغبات أكثر أهمية لحدوث التقمّص الوجداني. تُعتبر قدرة الشخص على تصوّر نفسه مكان شخص آخر عمليةً ابتكاريةً معقّدة. ومع ذلك، يمكن اعتبار القدرة الأساسية على إدراك العواطف قدرةً فطريةً، ويمكن تحقيقها دون وعي. وعلى الرغم من ذلك، يمكن تدريب هذه القدرة وتحقيقها بدرجات متفاوتة من الشدة والدقة.
يتميّز التقمّص الوجداني بأنه «متفاوت الدرجات». ومع ذلك، تشمل الحالة النموذجية للتفاعل المرتبط بالتقمّص الوجداني شخصًا ينقل إدراكًا دقيقًا لمغزى الأفعال المقصودة الحالية والحالات العاطفية المرتبطة بها والخصائص الشخصية للشخص بطريقةٍ يستطيع الشخص المُدرك تحمّلها. تُعتبر الادراكات المتّسمة بالدقة والتحمّل في آن واحد إحدى السمات الرئيسية للتقمّص الوجداني.
ترتبط القدرة البشرية على إدراك المشاعر الجسدية للآخرين بقدرات الشخص على المحاكاة وبقدرة الشخص الفطرية على ربط الحركات الجسدية وتعبيرات الوجه للآخرين بالمشاعر ذاتية التحفيز المتعلّقة بإنتاج تلك الحركات أو التعبيرات بحد ذاتها. لا بدّ من أن البشر يقومون بالصلات الفورية ذاتها بين نبرة الصوت وأشكال التعبير الصوتية الأخرى والشعور الداخلي.
قارن علم النفس الإيجابي بين التقمّص الوجداني والإيثار والأنانية. يُعتبر الإيثار بمثابة سلوك يعود بالفائدة على شخص آخر، بينما تُعتبر الأنانية سلوكًا هادفًا إلى تحقيق مكاسب شخصية. في بعض الأحيان، تحدث الأفعال الإيثارية عندما يمارس شخص ما التقمّص الوجداني. ومع ذلك، يتساءل الكثيرون عمّا إذا كانت الأعمال الإيثارية هذه مدفوعة بالمكاسب الأنانية أم لا. وفقًا لعلماء النفس الإيجابيين، يمكن أن يتأثر الناس بالقدر الكافي من خلال تقمصّهم الوجداني الذي يدفعهم لأن يكونوا إيثاريين، وهناك بعض الأشخاص الذين يعتبرون أن كلًا من الاستقطاب وتأجيج أعمال العنف وتحفيز السلوك المختل في العلاقات بمثابة نتيجة لوجهات النظر المائلة لكونها خاطئة أخلاقيًا وللتقمّص الوجداني.

## تصنيفات
ينقسم التقمّص الوجداني إلى عنصرين أساسيين:

### التقمص الوجداني العاطفي
التقمّص الوجداني العاطفي، أو التقمّص الوجداني الشعوري؛ هو القدرة على الاستجابة بالشعور المناسب لحالة الشخص الآخر العقلية. تعتمد قدرتنا على التقمّص الوجداني الشعوري على عدوى المشاعر، أي تأثرنا بحالة الشخص الآخر العاطفية أو الانفعالية.
يمكن تقسيم التقمّص الوجداني العاطفي إلى الأقسام الفرعية التالية:
- القلق المرتبط بالتقمّص الوجداني: التعاطف والشفقة على الآخرين كاستجابة لمعاناتهم.[17][19][20]
- الكرب الشخصي: المشاعر الأنانية المتمثّلة في عدم الراحة والقلق كاستجابة لمعاناة الآخرين. هناك اختلاف في الآراء بشأن ما إذا كان الكرب الشخصي أحد الأشكال الأساسية للتقمّص الوجداني أو أنه لا يُعتبر تقمّصًا وجدانيًا من الأساس. من المحتمل أن يكون هناك شق إنمائي لهذا التقسيم الفرعي. يستجيب الأطفال الرضّع لكرب الآخرين من خلال شعورهم بالكرب بأنفسهم، إلا أنهم يبدؤون بالاستجابة بطرق ذات منحى غيري بعد أن يبلغوا الثانية من عمرهم؛ إذ يحاولون المساعدة والمواساة والمشاركة.[17][19][20]

### التقمّص الوجداني المعرفي
هو القدرة على فهم منظور الشخص الآخر أو حالته الذهنية. غالبًا ما تُستخدم مصطلحات مثل التقمّص الوجداني المعرفي ونظرية العقل والتعقّل بشكل مترادف، إلا أنه لا يمكن التأكد من تماثل هذه المصطلحات نظرًا لعدم وجود ما يكفي من الدراسات التي تقارن نظرية العقل بأنواع التقمّص الوجداني.
هناك إجماع حول هذا التمايز على الرغم من عدم توصّل العلم إلى اتفاق بخصوص تعريف دقيق لهذه التراكيب. يختلف كلّ من التقمّص الوجداني العاطفي والتقمّص الوجداني المعرفي عن بعضهما البعض، فالشخص الذي يبدي تقمّصًا وجدانيًا عاطفيًا لا يفهم بالضرورة منظور الشخص الآخر بشكل جيد.
يمكن تقسيم التقمّص الوجداني المعرفي إلى الأقسام الفرعية التالية:
- تبنّي وجهات النظر: الميل إلى اعتماد وجهات نظر الآخرين النفسية بصورة تلقائية.[17]
- الخيال: الميل إلى التماهي مع الشخصيات الخيالية.[17]
- التقمّص الوجداني التكتيكي أو «الاستراتيجي»: تعمّد تبنّي وجهات نظر الآخرين لتحقيق الغايات المرجوة.[25]

### التقمّص الوجداني الجسدي
- التقمّص الوجداني الجسدي هو ردّ فعل جسدي، ومن المحتمل أن يستند إلى استجابات الخلايا العصبية المرآتية في الجهاز العصبي الجسدي.[3]